# Servicio 209 (Corredor Rojo)
El servicio 209 es una línea del Corredor Rojo, que conecta los distritos de Ate y Lima.

## Características
Inició operaciones el 23 de enero de 2016. Su recorrido inaugural abarcaba el tramo entre la avenida La Molina y las inmediaciones del campus de la UNMSM, aunque posteriormente, fue ampliado por el este hasta el paradero Tagore. Desde enero de 2019, su paradero inicial se ubica en la zona conocida como Ceres Medio.
Al igual que el servicio 257, circula por las avenidas Los Constructores, Huarochirí y Separadora Industrial, y la carretera Central. Opera con una flota de autobuses de 12 metros.
| Lunes a domingo | 05:00 a. m. - 11:00 p. m. |

| General     | S/ 2.35 |
| Estudiantes | S/ 1.17 |

El medio de pago es la tarjeta Lima Pass.

## Recorrido
| Ida San Marcos | Carretera Central (Puente Tagore) — Avenida Separadora Industrial — Avenida Huarochirí — Avenida Los Constructores — Avenida La Molina — Avenida Javier Prado — Avenida Faustino Sánchez Carrión — Avenida de la Marina — Avenida Universitaria (esq. Calle Santa Francisca Romana)                          |
| Vuelta Tagore  | Avenida Universitaria (esq. Calle Teniente Diego Ferré) — Avenida de la Marina — Avenida Faustino Sánchez Carrión — Avenida Javier Prado — Avenida La Molina — Avenida Los Constructores — Avenida Huarochirí — Avenida Separadora Industrial — Avenida Nicolás de Ayllón (esq. General Marco Puente Llanos) |

## Paraderos
| N° | Paradero            | Común con       |
| -- | ------------------- | --------------- |
| 1  | Tagore              |                 |
| 2  | Ceres               | 201 257         |
| 3  | Los Ángeles         | 257             |
| 4  | Soldadura           |                 |
| 5  | Pista Nueva         | 257             |
| 6  | Josfel              | 257             |
| 7  | Backus              | 257             |
| 8  | Mayorazgo           | 257             |
| 9  | Huarochirí          | 257             |
| 10 | Los Constructores   | 257             |
| 11 | Flora Tristán       | 257             |
| 11 | Los Ingenieros      | 257             |
| 12 | Los Industriales    | 257             |
| 13 | La Molina           | 257             |
| 14 | Javier Prado        | 257             |
| 15 | Universidad de Lima | 201 204 206     |
| 16 | Evitamiento         | 201 202 204 206 |
| 17 | Circunvalación      | 201 204 206     |
| 18 | Rosa Toro           | 201             |
| 19 | San Luis            | 201 204         |
| 20 | Aviación            | 201 204 206     |
| 21 | Guardia Civil       | 201             |
| 22 | Arriola             | 201 202 206     |
| 23 | Masías              | 201 202 204 206 |
| 24 | Las Orquídeas       | 201             |
| 25 | Arenales            | 201 202 204     |
| 26 | Las Palmeras        | 201             |
| 27 | Los Nogales         | 201 204         |
| 28 | Pershing            | 201             |
| 29 | Salaverry           | 201 202 204     |
| 30 | Gregorio Escobedo   | 201             |
| 31 | Hospital Militar    | 201             |
| 32 | Sucre               | 201 202 204     |
| 33 | Universitaria       | 201 202 204     |
| 34 | Católica            |                 |
| 35 | San Marcos          |                 |

| N° | Paradero              | Común con       |
| -- | --------------------- | --------------- |
| 1  | San Marcos            |                 |
| 2  | Católica              |                 |
| 3  | La Marina             |                 |
| 4  | Sucre                 | 201 202 204     |
| 5  | Hospital Militar      | 201             |
| 6  | Gregorio Escobedo     | 201             |
| 7  | Salaverry             | 201 202 204     |
| 8  | Las Flores            | 201 204         |
| 9  | Los Cedros            | 201             |
| 10 | Los Sauces            | 201             |
| 11 | Arenales              | 201 202 204     |
| 12 | Parodi                | 201 202         |
| 13 | Las Orquídeas         | 201             |
| 14 | Masías                | 201 202 204 206 |
| 15 | Arriola               | 201 202 206     |
| 16 | Guardia Civil         | 201             |
| 17 | Aviación              | 201 204 206     |
| 18 | San Luis              | 201 204         |
| 19 | Rosa Toro             | 201             |
| 20 | Circunvalación        | 201 204 206     |
| 21 | Jockey Plaza          | 201 202 204 206 |
| 22 | Universidad de Lima   | 201 204 206     |
| 23 | Camacho               | 201             |
| 24 | Los Frutales          | 201             |
| 25 | La Molina             | 201 202 204 206 |
| 26 | Banco                 | 257             |
| 27 | Los Constructores     | 257             |
| 28 | Los Industriales      | 257             |
| 29 | Los Ingenieros        | 257             |
| 30 | Flora Tristán         | 257             |
| 31 | Huarochirí            | 257             |
| 32 | Separadora Industrial | 257             |
| 33 | Mayorazgo             | 257             |
| 34 | Carretera Central     | 257             |
| 35 | Josfel                | 257             |
| 36 | Puruchuco             | 257             |
| 37 | Pista Nueva           | 257             |
| 38 | Vista Alegre          | 257             |
| 39 | Los Ángeles           | 257             |
| 40 | Ceres                 | 257             |
| 41 | Tagore                |                 |